# Henri-Ernest-Christophe Lortholary
Henri-Ernest-Christophe Lortholary, francoski general, * 1890, † 1971.